# Oranna (Heilige)

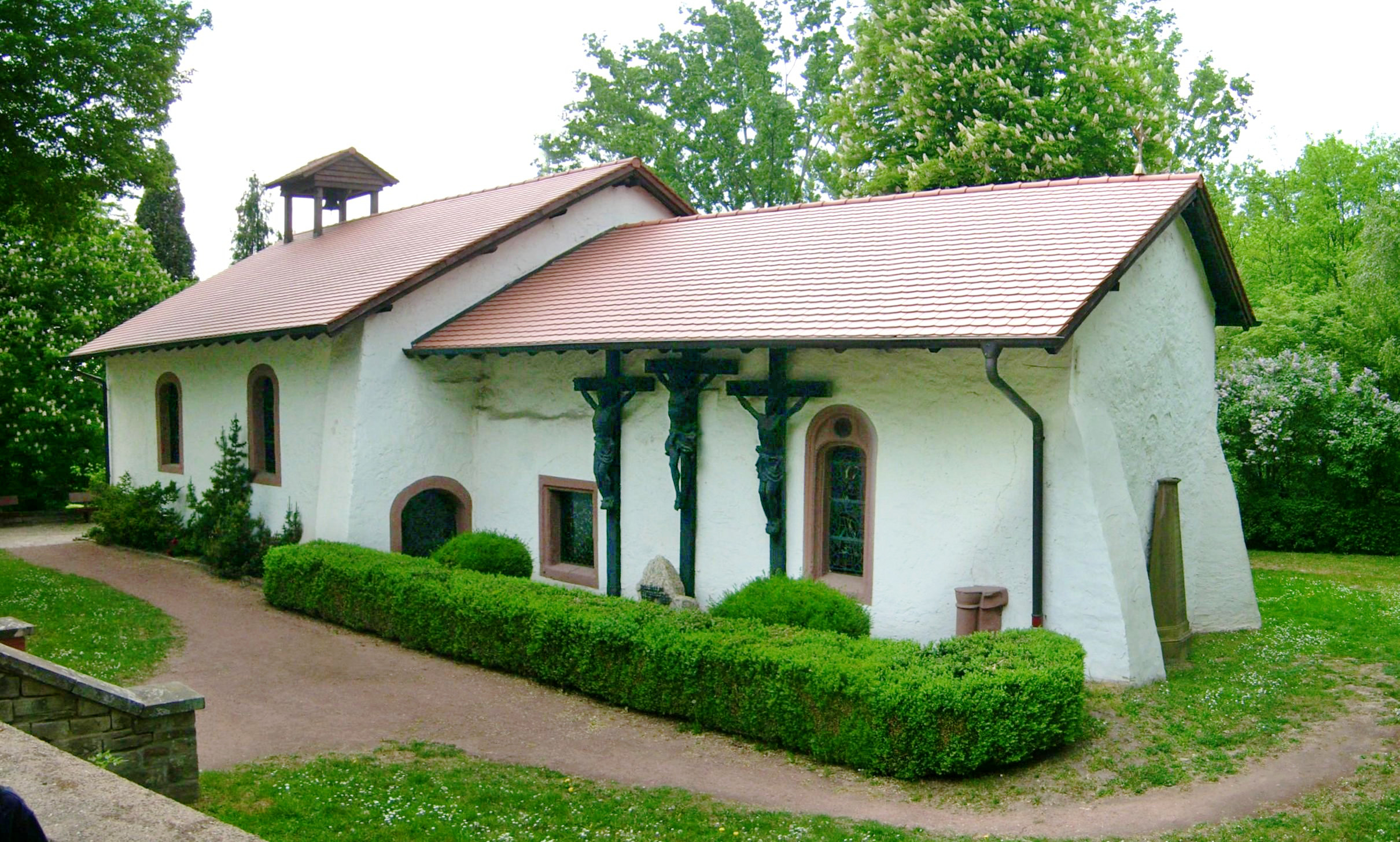
Orannakapelle

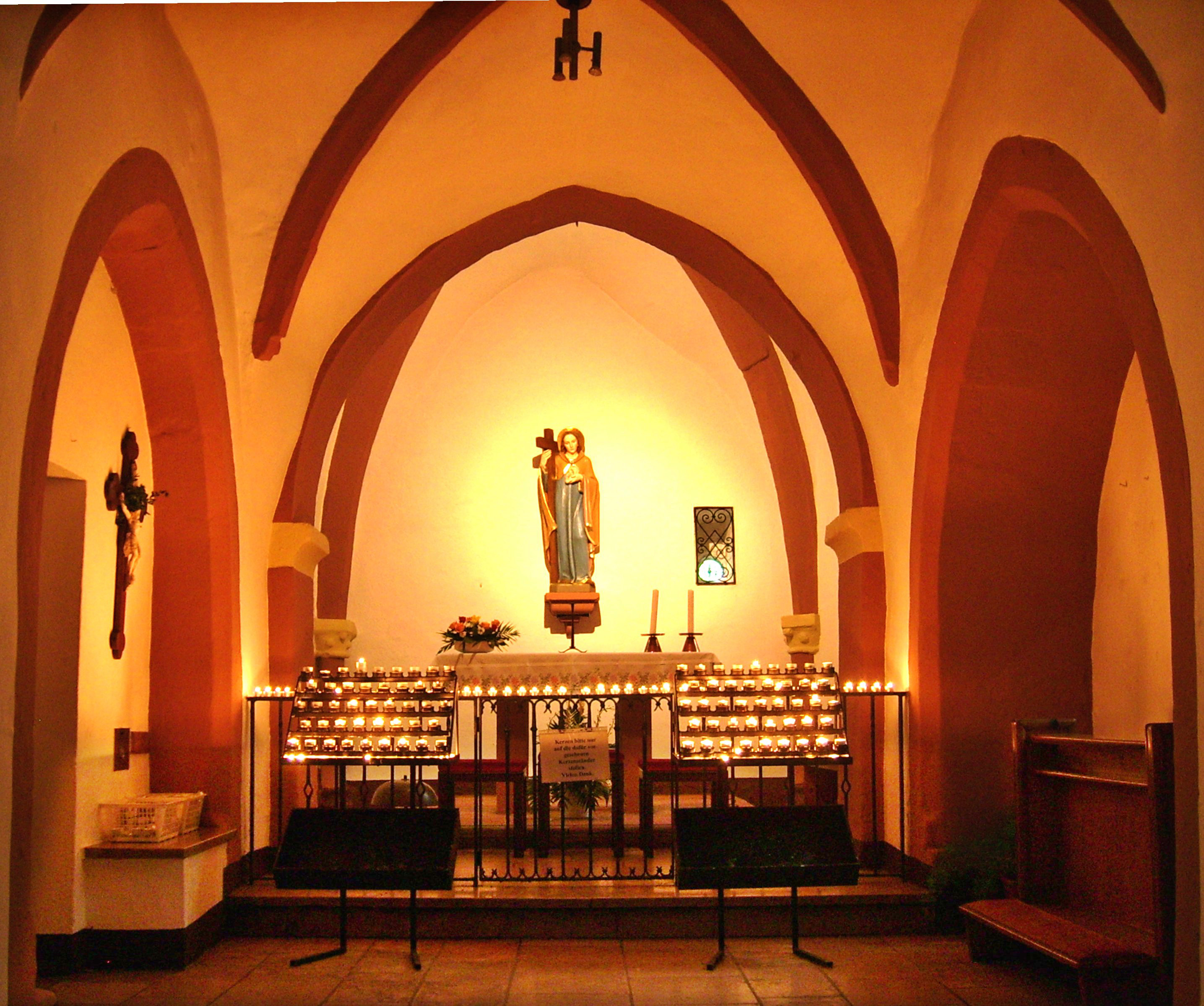
Innenraum der Orannakapelle

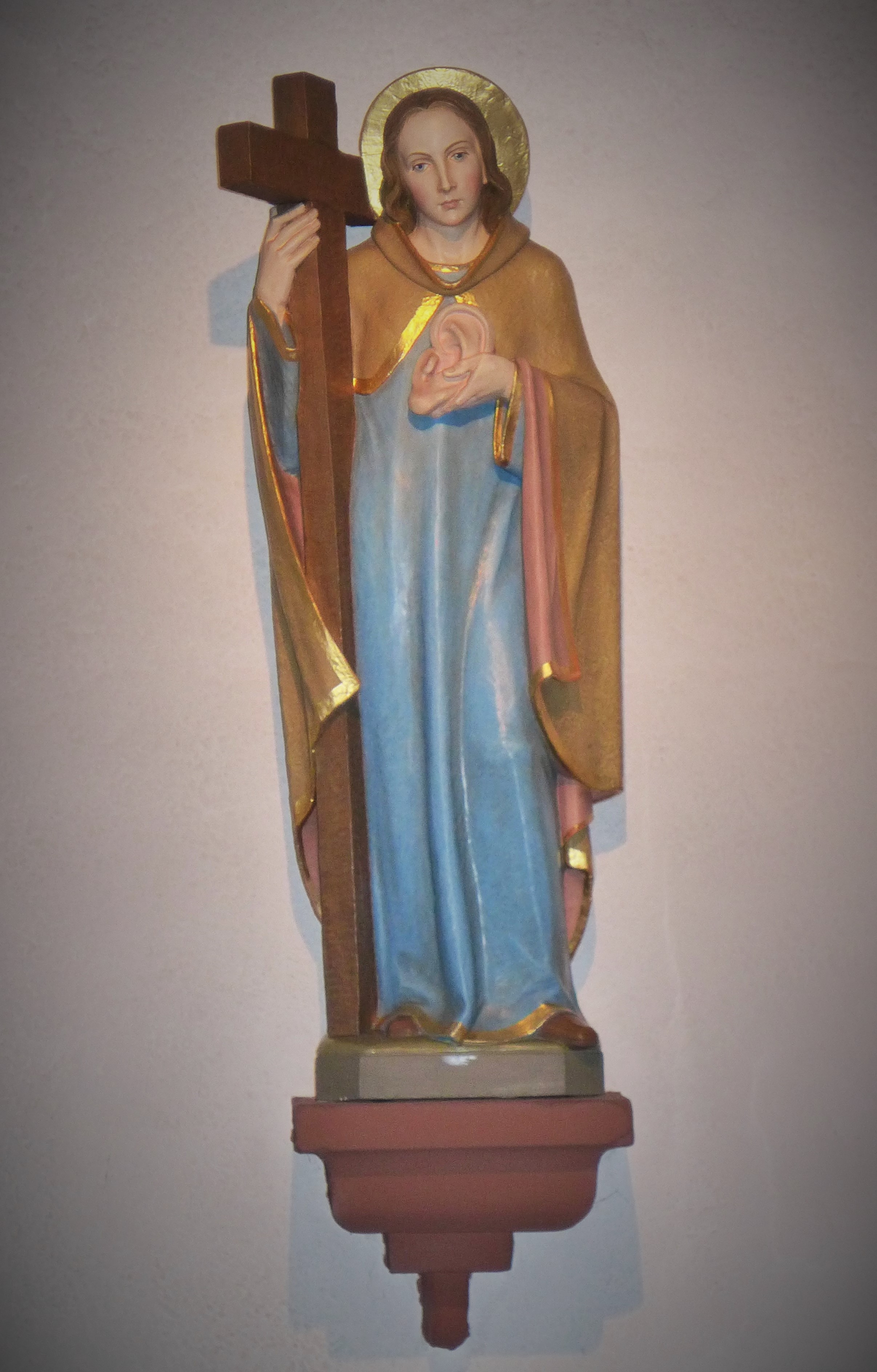
Statue der heiligen Oranna mit Kreuz und Ohrmuschel in der Orannakapelle

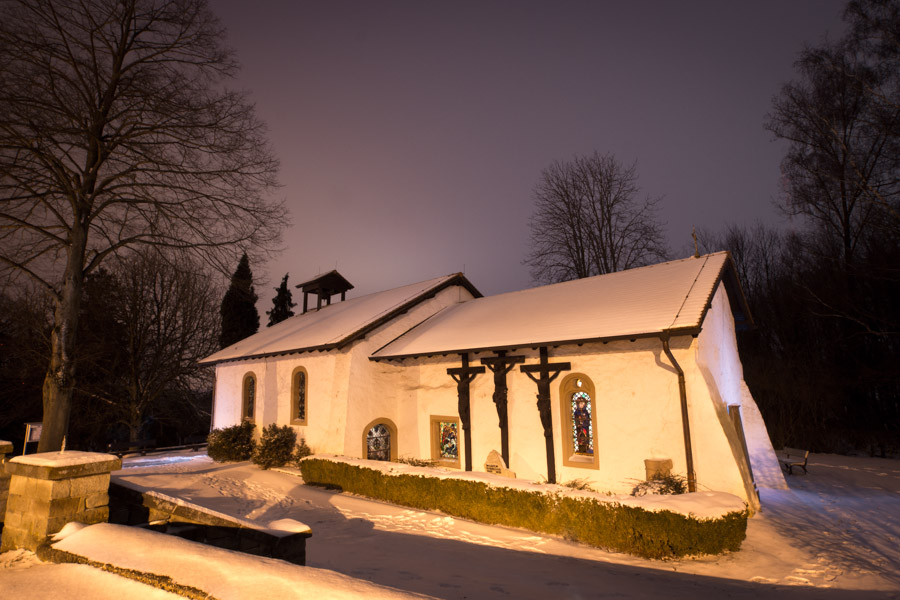
St.-Oranna-Kapelle im winterlichen Berus

Oranna (6. Jahrhundert) ist eine katholische Heilige. Ihr Gedenktag ist der 15. September. Sie wird angerufen bei Ohrenleiden und Schwindelanfällen. Oranna gilt als Patronin Deutsch-Lothringens.

## Legende
Oranna, nach der Legende Tochter des iroschottischen Vizekönigs Frochard und der Iveline, missionierte wie ihre Brüder im Rahmen einer sehr frühen iroschottischen Mission. Der heilige Wendelin soll ihr Bruder gewesen sein. Nach einer anderen Quelle war Oranna die Tochter eines lothringischen Herzogs, der sie wegen ihrer Schwerhörigkeit verstieß. Oranna wirkte im Mosel-Saar-Raum, wo sie sich in der Gegend von Berus niederließ.
Oranna soll einen vornehmen fränkischen Jäger, der sich in den Wäldern Lothringens verirrt hatte, gerettet und von seiner Taubheit geheilt haben. Als sie von einem Verehrer bedrängt wurde, soll die Frühjahrssaat zur Reife herangewachsen sein, um sie zu verbergen.
Mit ihrer Gefährtin Cyrilla wurde sie in der Kirche der Ortschaft Eschweiler bestattet. Eschweiler ging im Dreißigjährigen Krieg unter, nur die Dorfkirche blieb verschont. Sie steht seither als viel besuchte Orannakapelle einzeln zwischen der saarländischen Gemeinde Berus, zu der sie gehört, und dem lothringischen Berviller-en-Moselle, in Sichtweite der deutsch-französischen Grenze.

## Verehrung
Im Jahr 1911 schuf der blinde Theodor Lerond in Metz die ersten fünf Strophen des Orannaliedes. Die Melodie zum Liedtext von Theodor Lerond verfasste Michael Zurluth ebenfalls 1911. Eine Abschrift des Originals von 1911 ist in Berus erhalten. Erstmalig wurde das Orannalied 1911 in der „Orannazeitung“ veröffentlicht. Es ist anzunehmen, dass das Lied auch seitdem öffentlich gesungen wurde und es sich nach und nach verbreitete. Hans Hausen schrieb die sechste und siebte Strophe 1944/1945. Es ist stark anzunehmen, dass Egon Winter zusammen mit Pastor Kornelius eine Textänderung in der zweiten Strophe vorgenommen hat. Das Orannalied lieferte die musikalische Grundlage für eine Messkomposition und einer „Sonata Oranna“ für Orgel von Thomas Vogtel aus dem Jahr 2021 (veröffentlicht und uraufgeführt im November 2024).
Oranna wird seit langem als Ehestifterin angerufen. Dazu gehen die jungen Frauen nach „Dorannen“ (St. Oranna) und beten wie folgt:
Heilisch Orann, bescher mer en Mann!
Kä Rooder, kä Séffer, kä Schmésser wéll isch hann,
käänen met em rooden Bart,
die sinn von kääner gudden Art!
Bescher mer en gudden Mann,
datt aich lang draan hann!
(Heilige Orann’, bescher’ mir einen Mann!
Keinen Rothaarigen, keinen Säufer, keinen Raufbold will ich haben,
keinen mit einem roten Bart,
die sind von keiner guten Art!
Bescher mir einen guten Mann,
dass ich lange daran habe!)

### St. Oranna (Berus)

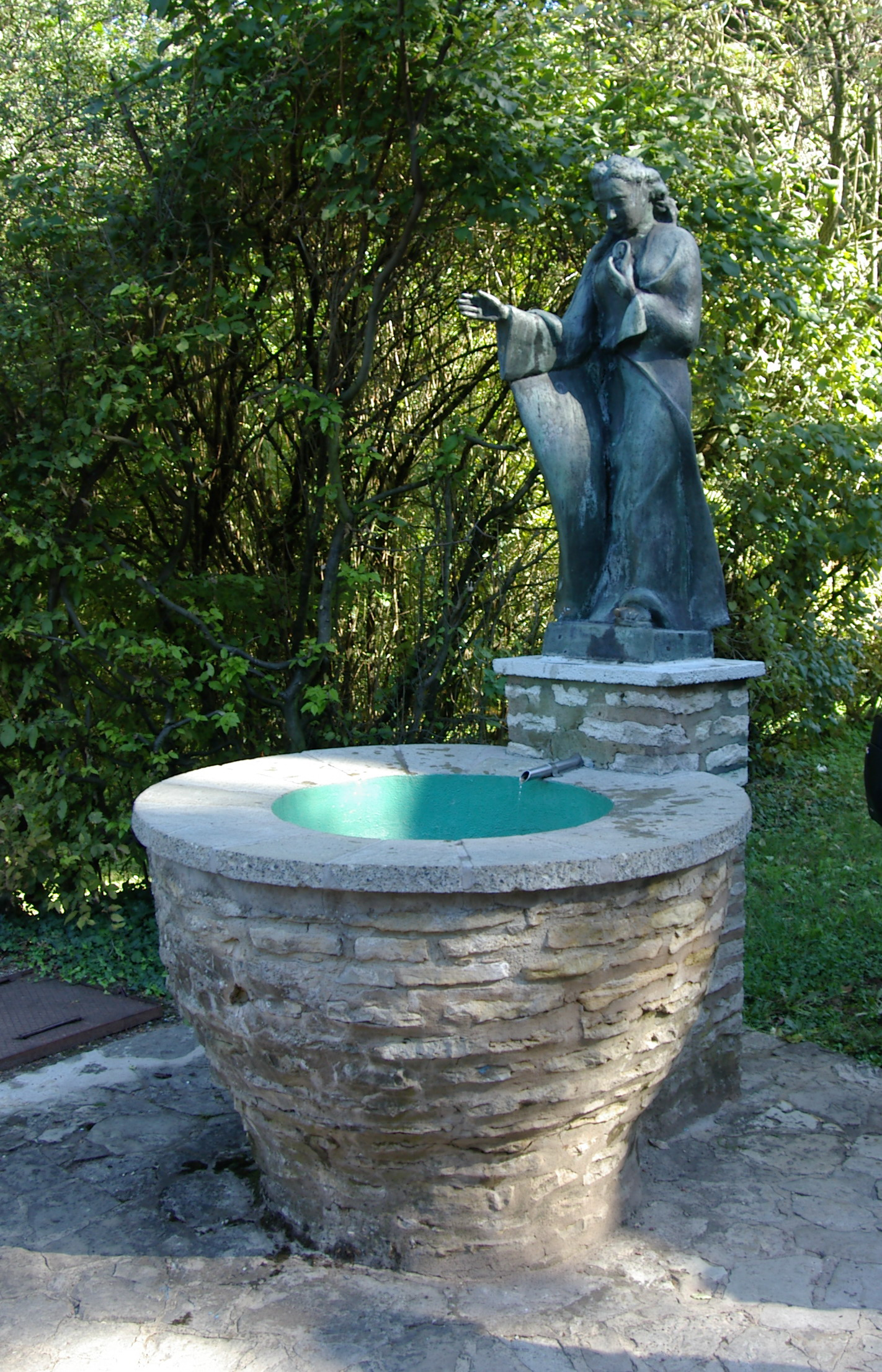
Orannabrunnen in Berus, Bronzeplastik von Martin Fröhlich, Erstfassung in Terrakotta im Jahr 1952, Maße der Statue: 1,30 × 0,40 × 0,60 m, Höhe mit Brunnen: 2,90 m

Noch heute besteht die Orannakapelle als Wallfahrtsort. Lange Zeit war die Kapelle Pfarrkirche der umliegenden Orte Berus, Felsberg und Altforweiler. Noch heute feiern diese Orte gemeinsam die Oranna-Kirmes am 3. Sonntag im September.
Die feierliche Erhebung der Gebeine von Oranna und Cyrilla am 3. Mai 1480 ist urkundlich belegt; dabei wurden die umgekehrt nebeneinander liegenden Skelette aus dem Sarkophag gehoben, eingekleidet und wieder bestattet. Am 17. September 1719 fand die Überführung der Reliquien in die Pfarrkirche St. Martin in Berus statt. Die Französische Revolution, so der Volksmund, überstanden die Reliquien unversehrt in einer Felsspalte im Wald verborgen. Die Kapelle wurde versteigert und verfiel, wurde ab 1814 aber wieder aufgebaut. Im Zweiten Weltkrieg wurden die Reliquien evakuiert: zunächst nach Lebach, dann standen sie in einer Eisdiele in Saarlouis, bevor sie in der Pfarrkirche St. Ludwig einen Platz fanden. Die Kapelle wurde im Zweiten Weltkrieg stark beschädigt. Seit dem 22. September 1969 befinden sich die Reliquien wieder in der Orannakapelle. Dazu gehören auch zwei eiserne Kronen, die den Gläubigen, welcher sie aufsetzt, von Leiden im Kopf- und Ohrenbereich heilen sollen. Die Kronen finden sich ebenfalls im Ortswappen von Altforweiler. Vor der Kapelle befindet sich ein kleiner Brunnen mit Bronzestatue der Heiligen, dessen Wasser ebenfalls Heilkräfte nachgesagt werden.

### St. Oranna (Lahr)
Neben der Wallfahrtskapelle in Berus gibt es im Bistum Trier eine weitere Orannakapelle im Hunsrückdörfchen Lahr, die 1784, möglicherweise an Stelle einer älteren Kapelle, erbaut wurde. Hier befindet sich die älteste bekannte Darstellung der hl. Oranna. Das kunsthistorisch äußerst interessante, 45 Zentimeter hohe Werk, stammt aus den Jahren 1580/1590 und ist vermutlich eine mittelrheinische Arbeit. Die in der Mitte gerissene Sandsteinfigur wirkt unproportioniert und gedrungen und obere und untere Partie weisen große qualitative Unterschiede auf. Sehenswert sind auch der wahrscheinlich aus dem Kloster Maria Engelport stammende frühbarocke Holzaltar sowie die vielen Holz- und Sandsteinfiguren. Auch im Wappen der Gemeinde Lahr wird der Kirchenpatronin durch die Attribute Kreuzstab und Ohr gedacht, während die sogenannte Heilige ursprünglich mit aufgeschlagenem Buch in der linken Hand und dem rechten Zeigefinger am Ohr dargestellt ist. Das soll sie als Verkünderin von Gottes Wort ausweisen, die zugleich zum Zuhören mahnt. Wann, warum und durch wen die Orannaverehrung nach Lahr kam, ist nicht bekannt. Denkbar ist ein Zusammenhang mit der Wendelinusverehrung im Nachbarort Lieg.

### Maria-Magdalena (Hierscheid)
Ebenso wird in dem Eppelborner Ortsteil Hierscheid in der Maria-Magdalena-Kapelle der Hl. Oranna gedacht. Die Fenster der Kapelle stellen verschiedene Schutzpatrone dar. Aus der näheren Umgebung sind dies der Hl. Wendelinus (Wendelskapelle und Grabkirche in St. Wendel), der Hl. Ludwinus (gründete das Kloster Mettlach), die Hl. Oranna (Reliquien in der St.Oranna-Kapelle bei Überherrn-Berus) und die selige Schwester Blandine Merten, die in Düppenweiler/Saar geboren wurde. Zwei weitere der bleiverglasten Fenster zeigen den Hl. Florian und den Hl. Michael.

### St. Medardus (Neuforweiler)
In der Pfarrkirche St.Medardus im Saarlouiser Stadtteil Neuforweiler, nur wenige Kilometer von Berus entfernt, befindet sich auf der linken Seite des Kirchenschiffes eine Statue der heiligen Oranna mit einem Ohr in der linken Hand.

### St. Martin (Menskirch) und Sainte-Barbe (Laumesfeld) in Lothringen, Frankreich
Auch im unmittelbar benachbarten Lothringen zeugen Statuen der heiligen Oranna von der Verehrung der Patronin im ehemaligen Deutsch-Lothringen, so in Menskirchen im Kanton Bouzonville und in Laumesfeld im Kanton Sierck-les-Bains, beide im Departement Moselle.

### St Oran’s Chapel
Die heutige Kirchenruine der St Oran’s Chapel auf der schottischen Hebrideninsel Orsay und die gleichnamige Kapelle auf der Insel Iona sind wahrscheinlich nach dem Hl. Odhrán/Oran, einem Gefährten des Hl. Columban benannt, nicht nach der heiligen Oranna.